# Payson, Arizona
Payson je gradić u američkoj saveznoj državi Arizona. Prema popisu stanovništva iz 2010. u njemu je živjelo 15,301 stanovnika.